# Dendrobium aberrans
Dendrobium aberrans es una especie de orquídea de hábito epífita; originario de  Papúa Nueva Guinea.

## Descripción
Es una orquídea de pequeño tamaño con hábitos de epifita. Tiene pseudobulbos esféricos agrupados, con forma de huso, púrpura, verde oliva o amarillo brillante, con 3 a 4 nudos por debajo del óvalo,  extendiéndose, con 2 a 3 hojas apicales. Florece cerca del ápice de las cañas viejas y nuevas con un inflorescencia axilar, corta, delgada, erguida o colgante con 2 a 6 flores  en un clúster que ocurre en el invierno, la primavera y el otoño. Esta planta está mejor montada colgante en el árbol helecho si se les da todo el año abundante humedad, aunque el agua y el fertilizante debe ser disminuidos durante el invierno.

## Distribución y hábitat
Se encuentra en Papúa Nueva Guinea en los troncos de helechos arborescentes y en la sombra en los bosques cubiertos de musgo en elevaciones de 300 a 1900 metros. 

## Taxonomía
Dendrobium aberrans  fue descrita por  Rudolf Schlechter  y publicado en Repertorium Specierum Novarum Regni Vegetabilis, Beihefte 1: 484. 1912.
Etimología
Dendrobium: nombre genérico que procede de la palabra griega (δένδρον) dendron = "tronco, árbol" y (βιος) Bios = "vida", en resumen significa "viven sobre los troncos de los árboles" (por su naturaleza epifita).
aberrans: epíteto latino que significa "desviado de la norma".
Sinonimia
- Sayeria aberrans (Schltr.) Rauschert[1][5]